# Tim Long
Tim Long is een Canadees scenarioschrijver uit Exeter. Hij heeft geschreven voor The Simpsons, Politically Incorrect, Spy Magazine en The Late Show with David Letterman.

## Filmografie

### The Simpsons
- "Simpsons Bible Stories"
- "Treehouse of Horror X"
- "Saddlesore Galactica"
- "Behind the Laughter"
- "Skinner's Sense of Snow"
- "New Kids on the Blecch"
- "Half-Decent Proposal"
- "Bart vs. Lisa vs. The Third Grade"
- "Brake My Wife, Please"
- "She Used to Be My Girl"
- "Homer and Ned's Hail Mary Pass"
- "Mobile Homer"
- "Million Dollar Abie"
- "You Kent Always Say What You Want"
- "Homer and Lisa Exchange Cross Words"